# Béatrice Pierre Hess
Béatrice Pierre Hess (Ribeauvillé, 10 november 1961) is een Frans voormalig paralympisch zwemmer. Zij heeft twintig gouden en vijf zilveren medailles gewonnen op de Paralympische Spelen in 1984, 1988, 1996, 2000 en 2004.

## Persoonlijk
Béatrice Hess is gehuwd met Aristides, eveneens een gehandicapte sporter. Zij woont met haar twee kinderen in Colmar.
Na haar sportcarrière werd zij actief in de Fédération française handisport. In ieder geval in de periode 2008-2016 was zij daar vicevoorzitter. In 2016 was zij ook presidente van de Ligue d’Alsace handisport en lid van de Conseil économique, social et environnemental régional d’Alsace.
Hess heeft een milde vorm van hersenverlamming. Op twaalfjarige leeftijd kreeg zij bot-tuberculose, waardoor zij de spierfunctie van haar benen verloor. Later werd ook multiple sclerose vastgesteld. Hess is rolstoelafhankelijk.

## Onderscheidingen
- Officier Legioen van Eer
- Commandeur in het Legioen van Eer (bevordering)[7]

Drie Franse zwembaden dragen haar naam:
- La Courneuve (Seine-Saint-Denis)
- Riom (Puy-de-Dôme)
- Etueffont (Belfort)

## Overzicht Paralympische medailles
| Evenement     | Resultaat   | Onderdeel |
| ------------- | ----------- | --- |
| New York 1984 | Goud        | 25 meter rugslag C3; 25 meter vrije slag C3; 50 meter vrije slag C3; 100 meter vrije slag C3                                                     |
| Seoel 1988    | Goud        | 25 meter rugslag L1 |
| Seoel 1988    | Zilver      | 50 meter vrije slag L1 |
| Atlanta 1996  | individueel | 50 meter rugslag S5; 50 meter vlinderslag S5; 50 meter vrije slag S5; 100 meter vrije slag S5; 200 meter vrije slag S5; 200 meter wisselslag SM5 |
| Atlanta 1996  | team        | 4×50 meter vrije slag S1-6 |
| Sydney 2000   | individueel | 50 meter rugslag S5; 50 meter vlinderslag S5; 50 meter vrije slag S5; 100 meter vrije slag S5; 200 meter vrije slag S5; 200 meter wisselslag SM6 |
| Sydney 2000   | team        | 4× 50 meter wisselslag |
| Athene 2004   | Goud        | 200 meter vrije slag S5 |
| Athene 2004   | Zilver      | 50 meter vrije slag S5; 100 meter schoolslag SB4; 100 meter vrije slag S5; 50 meter rugslag S5                                                   |